# Heptapleurum stellatum
Heptapleurum stellatum là một loài thực vật có hoa trong họ Araliaceae. Loài này được Joseph Gaertner miêu tả khoa học đầu tiên năm 1791.

## Phân bố
Loài này là bản địa miền nam Ấn Độ và Sri Lanka.